# Bembina isabellina
Bembina isabellina är en fjärilsart som beskrevs av George Francis Hampson 1892. Bembina isabellina ingår i släktet Bembina och familjen tofsspinnare. Inga underarter finns listade i Catalogue of Life.